# Радченко Антін Васильович
Антін Васильович Радченко (6 серпня 1882 — †13 червня 1922, м. Слонім, тепер Білорусь) — полковник Армії УНР.

## Життєпис
Родом з Кролевецького повіту Чернігівської губернії. Станом на 1 січня 1910 р. — поручик 173-го піхотного Кам'янецького полку (Черкаси, згодом — Чернігів). Останнє звання у російській армії — підполковник.
В українській армії з 1918 р. У грудні 1919 р. — інтернований польською владою у Луцьку. З лютого 1920 р. був приділений до штабу 1-ї (згодом — 6-ї) Січової дивізії Армії УНР.
У травні 1920 р. — командир Старшинського куреня 6-ї дивізії, згодом — помічник командира 6-ї запасної бригади Армії УНР, підполковник. З 3 серпня 1920 р. — начальник оперативного відділу штабу 1-ї Кулеметної дивізії Армії УНР.
До 28 лютого 1922 р. перебував у складі 5-ї Херсонської стрілецької дивізії Армії УНР. У подальшому був переведений до управління військових комунікацій Генерального штабу УНР.
Перебував на еміграції в Польщі. Помер від травм, одержаних під час трагічного випадку на роботах у м. Слонім Гродненської губернії, там же похований.